# Eryngium plantagineum
Eryngium plantagineum är en flockblommig växtart som beskrevs av Ferdinand von Mueller. Eryngium plantagineum ingår i släktet martornar, och familjen flockblommiga växter. Inga underarter finns listade i Catalogue of Life.